# Cyrtognatha pathetica
Cyrtognatha pathetica là một loài nhện trong họ Tetragnathidae.
Loài này thuộc chi Cyrtognatha. Cyrtognatha pathetica được miêu tả năm 2009 bởi Dimitrov & Hormiga.